# VfB Hermsdorf
Maillots
Le VfB Hermsdorf est un club allemand de football localisé, dans le district de Hermsdorf à Berlin.

## Repères historiques
- 1899 – 14/06/1899, fondation du DEUTSCHER TURNVEREIN THEODOR KÖRNER HERMSDORF.
- 1906- 14/02/1906, fondation du TURNVEREIN JAHN HERMSDORF.
- 1916 – 16/06/1916, fondation du HERMSDORFER SPORT-CLUB.
- 1919 - HERMSDORFER SPORT-CLUB changea son nom en VEREIN fûr BEWEGUNGSPIEL HERMSDORF 1916.
- 1920 – fusion du DEUTSCHER TURNVEREIN THEODOR KÖRNER HERMSDORF avec le TURNVEREIN JAHN HERMSDORF pour former le TURN-und SPORTVEREININGUNG 1899 HERMSDORF.
- 1943 - VEREIN fûr BEWEGUNGSPIEL HERMSDORF 1916 suspendit ses activités.
- 1945 – mai, VEREIN fûr BEWEGUNGSPIEL HERMSDORF 1916 fut dissous par les Alliés.
- 1945 – 01/06/1945, d’anciens membres du VEREIN fûr BEWEGUNGSPIEL HERMSDORF 1916 et du TURN-und SPORTVEREININGUNG 1899 HERMSDORF constituèrent le SPORTGRUPPE HERMSDORF.
- 1947 – mai, SPORTGRUPPE HERMSDORF changea sa dénomination en VEREIN fûr BEWEGUNGSPIEL 1899 HERMSDORF

## Histoire
Le club fut créé le 16 juin 1916, le nom de Hermsdorfer Sport Club, au restaurant Knoblich. En raison de la Première Guerre mondiale, le club fut proche de disparaître rapidement car un grand nombre de ses membres fut appelé sous les drapeaux. Afin de pouvoir continuer à jouer, les membres qui ne furent pas incorporés dans les forces armées rejoignirent le Berliner FC Favorit 1896.
Après le conflit, le club reprit ses activités en 1919 mais en prenant le nom de Verein für Bewegungsspiele (VfB) Hermsdorf 1916 car un club de tennis avait entre-temps pris le nom de Hermsdorfer SC.
Le club resta assez discrètement au mieux au deuxième niveau des ligues berlinoises, exception faite d’une brève apparition parmi l’élite de la capitale lors de la saison 1932 en football-1933.
Après le déclenchement de la Seconde Guerre mondiale, le VfB Hermsdorf 1916 connut des difficultés à pouvoir aligner une équipe. Il suspendit ses activités en 1943.
En mai 1945, le club fut dissous par les Alliés, comme tous les clubs et associations allemands (voir Directive no 23). Mais dès le 1er juin de la même année, d’anciens membres du VfB 1916 s’associèrent avec ceux du TSV 1899 Hermsdorf pour constituer le Sportgruppe Hermsdorf. Le TSV 1899 était le résultat d’une fusion en 1920 entre deux cercles le DTV Theodor Körner Hermsdorf et le TV Jahn Hermsdorf.
En mai 1947, le club adopta le nom de VfB 1899 Hermsdorf.
Le club joua plusieurs saisons dans les ligues inférieures berlinoises, puis en 1955, il accéda à l’Amateurliga Berlin, équivalent alors au 2e niveau de football allemand. Il resta dans cette ligue jusqu’en 1963 quand furent créées la Bundesliga (niveau 1) et les Regionalligen (niveau 2) . Le VfB 1899 Hermsdorf se retrouva donc au niveau 3. 
En vue de la saison 1965-1966, le club accéda à la Regionalliga Berlin et y resta jusqu’en 1968 avant de redescendre au 3e niveau. 
Par la suite, le VfB 1899 Hermsdorf recula dans les ligues inférieures berlinoises.

## Stades
- 1916 à 1919 : Schulzendorfer Straße
- 1919 à 1945 : Waldseesportplatz
- depuis 1945 : Seebadstrasse.